# Reazione di Doebner
La reazione di Doebner è una reazione chimica di un'anilina con un'aldeide e l'acido piruvico per formare degli acidi chinolin-4-carbossilici.
Si tratta di un'alternativa alla reazione di Pfitzinger.

## Meccanismo di reazione
Il meccanismo di reazione non è ancora chiaro completamente, ma di seguito si propongono due ipotesi tra le più accreditate. Una possibilità di reazione prevede un'iniziale condensazione aldolica, a cominciare dalla forma enolica dell'acido piruvico (1) e dall'aldeide. Si forma un acido α-chetocarbossilico e β,γ-insaturo (2). Successivamente si verifica una reazione di addizione di Michael con l'anilina per dare un derivato anilinico (3) e infine, dopo una ciclizzazione sull'anello aromatico e due shift protonici, si ottiene per eliminazione di acqua il prodotto finale (4).
Un meccanismo alternativo si basa invece sull'anilina e l'aldeide che formano dapprima una base di Schiff mediante eliminazione di una molecola d'acqua. Dopodiché si ha la reazione con l'enolo dell'acido piruvico (1) per formare un derivato dell'anilina (3), concludendo poi in modo analogo a quanto riportato sopra.

## Reazioni collaterali
In letteratura è riportato che la reazione di Doebner fallisce nel caso della 2-cloro-5-amminopiridina. In questo caso, infatti, la reazione di ciclizzazione ha luogo sul gruppo amminico piuttosto che sul benzene, portando a un derivato della pirrolidina.